# A jegyesek
A jegyesek (I promessi sposi) Alessandro Manzoni 19. századi olasz író legjelentősebb, 1827-ben kiadott regénye. A romantika világirodalmi hatású művei közé tartozik.

## Történet
A 17. század első felében egy Milánó környéki faluban egy ifjú pár készül az esküvőjére. Kihirdették már őket, csak a pap áldása van hátra, aki húzza-halasztja a szertartást. Renzo és Lucia nem tudja, hogy megfenyegették a papot, mert az úr szemet vetett a szép menyasszonyra...

## Magyarul
- A' jegyesek; ford. Mészáros Imre; Eisenfels-Emich Ny., Pest, 1851
- A jegyesek. Milánói történet a XVII-dik századból; ford. Beksics Gusztáv; Ráth, Bp., 1874 (A magyar nemzet jutányos családi könyvtára)
- A jegyesek. Milánói történet a XVII. századból. A regény centenáriuma alkalmából készült átdolgozás; bev. Várdai Béla, ill. Vezényi Elemér; Szt. István Társulat, Bp., 1928
- A jegyesek, 1-2.; ford. Révay József, bev. Kardos Tibor; Franklin, Bp., 1942 (A regényírás mesterei)
- A jegyesek. Regény; ford. Révay József, utószó Kardos Tibor; Európa, Bp., 1985 (A világirodalom klasszikusai)
- A jegyesek. Újrameséli Umberto Eco; Kolibri, Bp., 2013 (Meséld újra!)